# Sieć Hartiga

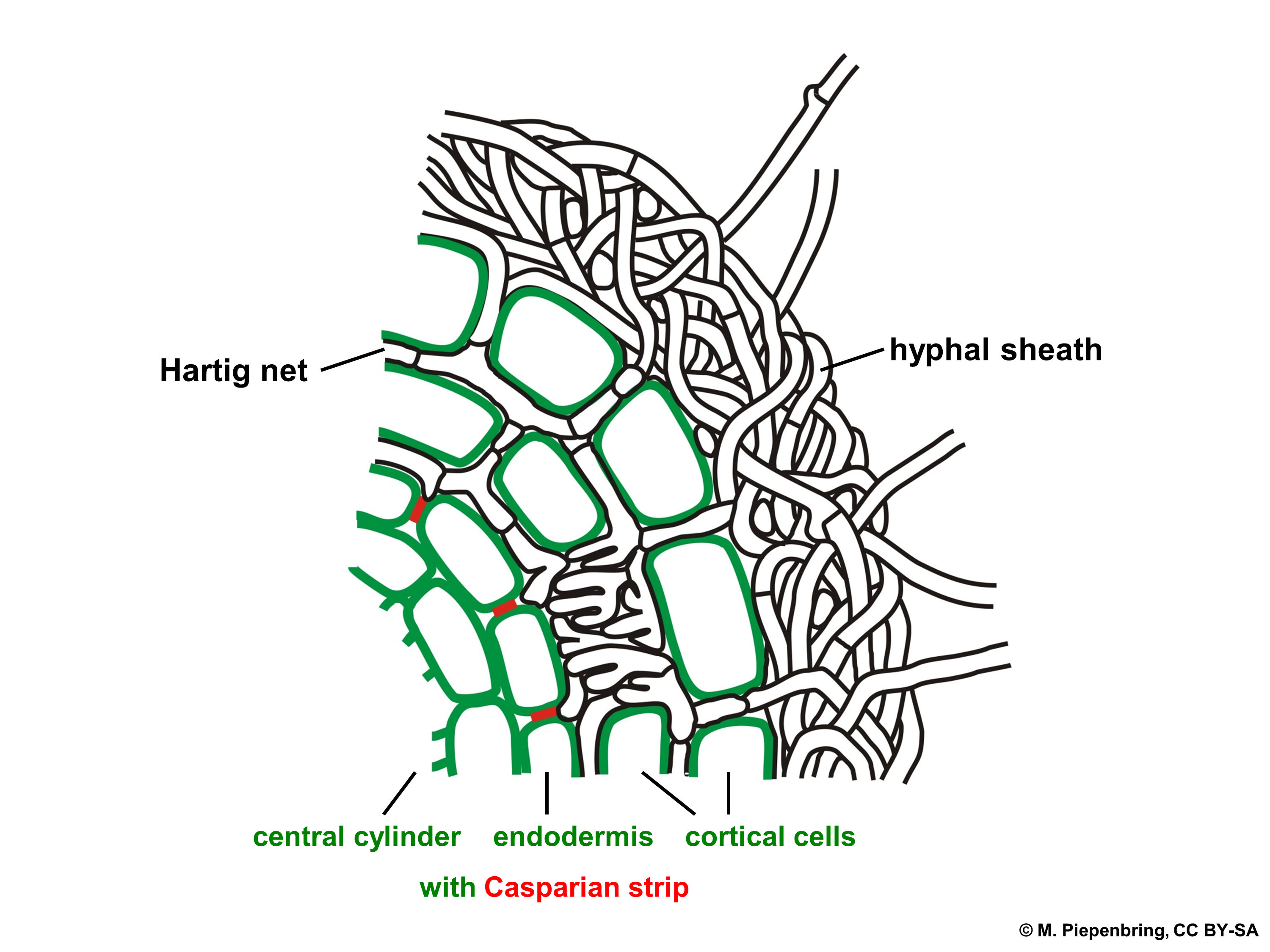
Ektomykoryza (zielone – komórki rośliny, czarne – strzępki grzyba); central cylinder – walec osiowy, endodermis – endoderma, cortical cells – epiderma, hyphal sheath – opilśń, Hartig net – sieć Hartiga

Sieć Hartiga (ang. Hartig net) – sieć palcowatych, zwykle cenocytowych wypustek na strzępkach grzyba w ektomykoryzie (mykoryzie zewnętrznej), wnikających pomiędzy komórki kory pierwotnej korzenia rośliny. Sieć Hartiga została nazwana na cześć Theodora Hartiga, XIX-wiecznego niemieckiego biologa i botanika leśnego.

## Znaczenie
Zadaniem sieci Hartiga jest transport składników odżywczych między komponentami mykoryzy. Sieć Hartiga jest jednym z trzech elementów niezbędnych do tworzenia się korzeni ektomykoryzowych podczas ektomykoryzowej symbiozy grzybów z drzewem lub inną rośliną. Dostarcza roślinie pierwiastki chemiczne niezbędne do jej wzrostu, takie jak potas, oraz związki takie jak fosforany i azotany i pobiera z rośliny potrzebne grzybowi substancje pokarmowe. Komórki grzyba nie wnikają do wnętrza komórki roślin – wymiana składników odbywa się na zasadzie dyfuzji przez błony komórkowe grzyba i rośliny. Z korzenia do strzępek grzyba przenika roztwór cukru pochodzący z procesu fotosyntezy rośliny, natomiast ze strzępek do korzenia przenikają roztwory minerałów i czysta woda, pobrane z gleby otaczającej grzybnię, oraz witaminy wytworzone w komórkach grzybni.
Oprócz wymiany niezbędnych składników odżywczych sieć Hartiga odgrywa ważną rolę w strategiach roślin dotyczących tolerancji na stresory abiotyczne, takich jak regulacja bioakumulacji metali, oraz pośredniczenie w reakcjach roślin na stres na zasolenie.

## Struktura i rozwój sieci Hartiga
Inicjacja wzrostu strzępek do przestrzeni międzykomórkowej między korzeniami rozpoczyna się zwykle po 2 do 4 dniach po utworzeniu się sieci strzępek otaczających korzenie. Pierwszym etapem infekcji grzyba jest osłabienie reakcji obronnych roślin. Modelowym gatunkiem do badania ektomykoryzy jest lakówka dwubarwna (Laccaria bicolor). Prowadzone na niej badania wykazały, że wytwarza ona białko efektorowe (MISSP7), które może regulować mechanizmy obronne roślin poprzez kontrolowanie reakcji roślin na fitohormony. W przeciwieństwie do niektórych grzybów chorobotwórczych dla korzeni roślin, grzyby ektomikoryzowe nie są w stanie wytwarzać wielu enzymów degradujących ścianę komórkową roślin, ale zwiększona ilość enzymów modyfikujących pektyny, uwalnianych przez lakówkę dwubarwną podczas infekcji grzyba i rozwoju sieci Hartiga wskazuje, że degradacja pektyny powoduje zmniejszenie adhezji pomiędzy sąsiadującymi komórki roślin, co zapewnia miejsce na wzrost strzępek między komórkami.
Głębokość i grubość sieci Hartiga może się znacznie różnić w zależności od gatunku żywiciela. Grzyby łączące się z roślinami z rodziny sosnowatych (Pinaceae) tworzą solidną sieć Hartiga wnikającą głęboko między komórkami w korę korzeni, u wielu natomiast roślin okrytonasiennych sieć Hartiga często nie sięga poza naskórek korzeni. Głębokość i rozwój sieci Hartiga mogą różnić się także w zależności od gatunku grzyba, nawet wśród izolatów tego samego gatunku. Podczas eksperymentu z użyciem dwóch izolatów krowiaka podwiniętego (Paxillus involutus) na korzeniach topoli, jeden utworzył sieć Hartiga, drugi rozwinął jedynie luźną sieć na powierzchni korzenia i nie utworzył sieci Hartiga, jednakże zachodziło pobieranie azotanów przez roślinę w wyniku symbiozy z tym izolatem grzyba, mimo braku sieci Hartiga. Niektóre gatunki grzybów, np. trufla czarnozarodnikoa (Tuber melanosporum), mogą tworzyć mykoryzę arbuskularną, co obejmuje pewną wewnątrzkomórkową penetrację komórek korzeni roślin przez strzępki grzybów, a także rozwój płytkiej struktury przypominającej sieć Hartiga pomiędzy komórkami naskórka.